# Madonna col Bambino tra i santi Giovanni Battista e Caterina
La Sacra Conversazione della Madonna col Bambino tra i santi Giovanni Battista e Caterina è un dipinto ad olio su tela (65,4x98 cm) di Cima da Conegliano, databile 1515 e conservato nella Morgan Library di New York.

## Descrizione
Questo dipinto raffigura a sinistra san Giovanni Battista con la croce in mano, al centro la Madonna col Bambin Gesù che si sporge verso sinistra. A destra santa Caterina d'Alessandria con una palma nella mano sinistra.